# Siegfried Westphal
Siegfried Westphal, född 18 mars 1902 i Leipzig, död 2 juli 1982 i Celle, var en tysk militär. Han utsågs den 1 februari 1945 till general av kavalleriet.

## Biografi
Westphal anslöt sig som fanjunkare till den kejserliga armén den 10 november 1918, placerades kort därpå vid 2. brandenburgska grenadjärregementet och uttogs sedan till kadettskolan i Berlin. Den 1 december 1922 blev han löjtnant vid 11. preussiska ryttarregementet, tjänstgjorde på våren 1924 vid 3. troppen vid. 11. preussiska ryttarregementet i Neustadt, tjänstgjorde på våren 1925 inom regementsstaben vid 11. preussiska ryttarregementet, förflyttades på våren 1926 till utbildningstroppen vid nämnda regemente i Ohlau och på våren 1927 placerades han vid 1. preussiska troppen vid 16. ryttarregementet i Erfurt. Han befordrades till överlöjtnant (oberleutnant) den 1 november 1927, placerades 1932 vid krigsakademin i Berlin, befordrades till ryttmästare den 1 maj 1934, tjänstgjorde i augusti 1935 vid operationsavdelningen inom Generalstab des Heeres, utsågs den 10 november 1938 till befälhavare för 2. troppen vid 13. kavalleriregementet i Lüneburg, blev kort därpå generalstabsofficer vid 58. infanteridivisionen och kom sådan att delta i strider på västfronten. Han lämnade tjänsten i mars 1940, utsågs därpå till generalstabsofficer vid XXVI. armékåren, befordrades därpå till major och var i augusti 1940 ledamot i den tysk-franska vapenstilleståndskommissionen. Vidare befordrades han till överstelöjtnant den 30 januari 1941, placerades i juni 1941 vid afrikanska fronten, utsågs där den 1 september till generalstabsofficer vid pansargrupp Afrika och tilldelades den 19 december samma år Tyska korset i guld. I januari 1942 utsågs Westphal till befälhavare för generalstaben vid pansargrupp Afrika, blev den 30 januari generalstabschef vid pansararmé Afrika och sårades allvarligt av granatsplitter den 1 juni. Han återgick i tjänst i slutet av sommaren, befordrades den 1 augusti till överste, förflyttades den 1 oktober till tysk-italienska pansararmén och blev senare den månaden generalstabschef vid Afrikakåren.
Den 1 januari 1943 placerades Westphal vid Führerreserven, blev den 1 februari befälhavare för armégrupp Süd, utsågs den 15 juni till befälhavare för operationsavdelningen vid det italienska överkommandot, befordrades den 1 mars till generalmajor, blev i mitten av juni 1943 generalstabschef vid armégrupp Süd och utsågs i november 1943 till generalstabschef för armégrupp C. Den 1 april 1944 befordrades Westphal till generallöjtnant, lämnade Führerreserven den 5 juni och blev i september generalstabschef vid armégrupp D. Den 1 februari 1945 utnämndes han till general av kavalleriet. Under våren var Westphal involverad i kapitulationsförhandlingarna på sydfronten med västmakterna och kom därvid att vara verksam i Österrike och södra Bayern. Han tillfångatogs av västmakterna, misstänktes för krigsförbrytelser och vittnade inför militärtribunalen i Nürnberg i juni 1946. Han satt internerad i Freising fram till slutet av 1947 och efter frigivningen publicerade han boken Heer in Fesseln – Aus den Papieren des Stabschefs von Rommel, Kesselring und Rundstedt (1950).